# Tour de France 1958
Il Tour de France 1958, quarantacinquesima edizione della Grande Boucle, si svolse in ventiquattro tappe tra il 26 giugno e il 19 luglio 1958, per un percorso totale di 4 319 km. 
Fu vinto per la prima ed unica volta dallo scalatore-cronoman lussemburghese Charly Gaul (al secondo podio della carriera nella Grande Boucle dopo il terzo posto ottenuto nell'edizione del 1955).
Si trattò della quarta edizione del Tour vinta da un ciclista del Lussemburgo, esattamente trenta anni dopo la seconda affermazione consecutiva di Nicolas Frantz (peraltro diventato direttore sportivo proprio di Charly Gaul).
Il Lussemburgo dovrà attendere cinquantadue anni per vedere un proprio corridore di nuovo sul più alto gradino del podio di Parigi.
Gaul, terzo corridore del Lussemburgo a trionfare nel Tour, terminò le proprie fatiche sugli asfalti di Francia con il tempo di 116h59'05". 
In seconda posizione nella classifica generale si piazzò il passista-scalatore e finisseur italiano Vito Favero (al primo e unico podio al Tour come secondo classificato). 
L'arcigno scalatore francese Raphaël Géminiani (per la seconda ed ultima volta al podio della Grande Boucle dopo il secondo posto colto nell'edizione del 1951) concluse al terzo posto della graduatoria generale.

## Tappe
| Tappa  | Data      | Percorso                                  | km    | Vincitore di tappa   | Leader cl. generale |
| ------ | --------- | ----------------------------------------- | ----- | -------------------- | ------------------- |
| 1ª     | 26 giugno | Bruxelles (BEL) > Gand (BEL)              | 184   | André Darrigade      | André Darrigade     |
| 2ª     | 27 giugno | Gand (BEL) > Dunkerque (BEL)              | 198   | Gerrit Voorting      | Jos Hoevenaers      |
| 3ª     | 28 giugno | Dunkerque (BEL) > Le Tréport              | 177   | Gilbert Bauvin       | Wim van Est         |
| 4ª     | 29 giugno | Le Tréport > Versailles                   | 205   | Jean Gainche         | Wim van Est         |
| 5ª     | 30 giugno | Versailles > Caen                         | 232   | Tino Sabbadini       | Gilbert Bauvin      |
| 6ª     | 1º luglio | Caen > Saint-Brieuc                       | 223   | Martin Van Geneugden | Gerrit Voorting     |
| 7ª     | 2 luglio  | Saint-Brieuc > Brest                      | 170   | Brian Robinson       | Gerrit Voorting     |
| 8ª     | 3 luglio  | Circuit de Châteaulin (cron. individuale) | 46    | Charly Gaul          | Gerrit Voorting     |
| 9ª     | 4 luglio  | Quimper > Saint-Nazaire                   | 206   | André Darrigade      | André Darrigade     |
| 10ª    | 5 luglio  | Saint-Nazaire > Royan                     | 255   | Pierino Baffi        | André Darrigade     |
| 11ª    | 6 luglio  | Royan > Bordeaux                          | 137   | Arrigo Padovan       | André Darrigade     |
| 12ª    | 7 luglio  | Bordeaux > Dax                            | 161   | Martin Van Geneugden | André Darrigade     |
| 13ª    | 8 luglio  | Dax > Pau                                 | 230   | Louis Bergaud        | Raphaël Géminiani   |
| 14ª    | 9 luglio  | Pau > Luchon                              | 129   | Federico Bahamontes  | Vito Favero         |
| 15ª    | 10 luglio | Luchon > Tolosa                           | 176   | André Darrigade      | Vito Favero         |
| 16ª    | 11 luglio | Tolosa > Béziers                          | 187   | Pierino Baffi        | Vito Favero         |
| 17ª    | 12 luglio | Béziers > Nîmes                           | 189   | André Darrigade      | Vito Favero         |
| 18ª    | 13 luglio | Mont Ventoux (cron. individuale)          | 22    | Charly Gaul          | Raphaël Géminiani   |
| 19ª    | 14 luglio | Carpentras > Gap                          | 178   | Gastone Nencini      | Raphaël Géminiani   |
| 20ª    | 15 luglio | Gap > Briançon                            | 165   | Federico Bahamontes  | Raphaël Géminiani   |
| 21ª    | 16 luglio | Briançon > Aix-les-Bains                  | 219   | Charly Gaul          | Vito Favero         |
| 22ª    | 17 luglio | Aix-les-Bains > Besançon                  | 237   | André Darrigade      | Vito Favero         |
| 23ª    | 18 luglio | Besançon > Digione (cron. individuale)    | 74    | Charly Gaul          | Charly Gaul         |
| 24ª    | 19 luglio | Digione > Parigi                          | 320   | Pierino Baffi        | Charly Gaul         |
| Totale | Totale    | Totale                                    | 4 319 |                      |                     |

## Squadre e corridori partecipanti
| N.      | Cod.    | Squadra                  |
| ------- | ------- | ------------------------ |
| 1-12    | FRA     | Francia                  |
| 21-32   | ITA     | Italia                   |
| 41-52   | BEL     | Belgio                   |
| 61-72   | ESP     | Spagna                   |
| 81-92   | NLD/LUX | Paesi Bassi/ Lussemburgo |
| 101-112 | SUI/DEU | Svizzera/ Germania       |
| 121-132 | INT     | Internazionali           |
| 141-152 | CMD     | Centro-Midi              |
| 161-172 | OSO     | Ovest-Sud Ovest          |
| 181-192 | PNE     | Parigi-Nord Est          |

## Resoconto degli eventi
Al Tour 1958 parteciparono 120 corridori, dei quali 78 giunsero a Parigi.
Charly Gaul è stato il terzo lussemburghese a vincere la corsa a tappe francese dopo François Faber e Nicolas Frantz.
Tra i più grandi scalatori della storia del ciclismo, Gaul (detto "l'angelo della montagna" dopo la straordinaria impresa al Monte Bondone nel Giro d'Italia 1956 che vinse) fu maglia gialla soltanto alla fine delle ultime due tappe su un totale di ventiquattro frazioni; conquistò infatti il simbolo del primato della Grande Boucle al termine della penultima tappa, la cronometro individuale (altra specialità nella quale il lussemburghese eccelleva) Besançon-Digione, a spese dell'italiano Vito Favero. Seppe vincere anche quattro tappe, anche se il corridore che in questa edizione si aggiudicò il maggior numero di frazioni fu il francese André Darrigade con cinque successi.
Vito Favero riuscì a terminare sul podio di Parigi come esordiente al Tour. Parteciperà alla corsa a tappe francese altre due volte (1959 e 1961), ma in entrambe si ritirerà; quindi, nell'unica volta che terminò la Grande Boucle ottenne il podio.
Per il francese Raphaël Géminiani fu l'undicesima ed ultima partecipazione al Tour, conclusa per la seconda volta al podio (secondo nel 1951 e terzo nel 1958); per lui anche un quarto (1950), un sesto, un nono,  un undicesimo, un quindicesimo posto e due ritiri (1947 e 1954).

## Classifiche finali

### Classifica generale - Maglia gialla
| Pos. | Corridore           | Squadra     | Tempo      |
| ---- | ------------------- | ----------- | ---------- |
| 1    | Charly Gaul         | Lussemburgo | 116h59'05" |
| 2    | Vito Favero         | Italia      | a 3'10"    |
| 3    | Raphaël Géminiani   | Centro-Midi | a 3'41"    |
| 4    | Jan Adriaensens     | Belgio      | a 7'16"    |
| 5    | Gastone Nencini     | Italia      | a 13'33"   |
| 6    | Jozef Planckaert    | Belgio      | a 28'01"   |
| 7    | Louison Bobet       | Francia     | a 31'39"   |
| 8    | Federico Bahamontes | Spagna      | a 40'44"   |
| 9    | Louis Bergaud       | Francia     | a 48'33"   |
| 10   | Jos Hoevenaers      | Belgio      | a 58'26"   |

### Classifica a punti - Maglia verde
| Pos. | Corridore         | Squadra        | Punti |
| ---- | ----------------- | -------------- | ----- |
| 1    | Jean Graczyk      | Centro-Midi    | 347   |
| 2    | Jozef Planckaert  | Belgio         | 406   |
| 3    | André Darrigade   | Francia        | 553   |
| 4    | Jean Gainche      | Ovest-SudOvest | 584   |
| 5    | Édouard Delberghe | Parigi-NordEst | 623   |

### Classifica scalatori
| Pos. | Corridore           | Squadra     | Punti |
| ---- | ------------------- | ----------- | ----- |
| 1    | Federico Bahamontes | Spagna      | 79    |
| 2    | Charly Gaul         | Lussemburgo | 64    |
| 3    | Jean Dotto          | Centro-Midi | 34    |
| 4    | Gianni Ferlenghi    | Italia      | 33    |
| 5    | Jan Adriaensens     | Belgio      | 28    |

### Classifica a squadre
| Pos. | Squadra                  | Tempo      |
| ---- | ------------------------ | ---------- |
| 1    | Belgio                   | 352h30'58" |
| 2    | Italia                   | a 9'05"    |
| 3    | Paesi Bassi/ Lussemburgo | a 43'26"   |
| 4    | Francia                  | a 59'20"   |
| 5    | Centro-Midi              | a 59'34"   |